# 文房堂
文房堂（ぶんぽうどう）は、東京都千代田区神田神保町に位置する絵画販売・動画配信・画材・アートスクール・版画用品・雑貨などを取り扱うアートショップである。1887年（明治20年）に創業した。

## 歴史
1887年（明治20年）、池田治郎吉（当時37歳）が創業した。池田は長年にわたって南伝馬町の質屋門池に勤務し、将来性を確信した文房具商売を始めるにあたって、門池から百円余りを借り入れ開業資金の全てとした。開業にあたって、中西屋書店経営者、のちの丸善創業者の一人である早矢仕有的に相談、店の一部の狭い店（孫店）を安価な家賃で借り入れた。目新しいハイカラな名称を付けたいと考え「文房堂」と名付けた。
看板などに斬新な意匠を施したほか、広告手法を工夫し、人気を集めた。近隣の競合店に対して商品の質で勝負した。当初は文房具を中心に扱ったが、のちに福沢諭吉のすすめもあり西洋画材の取り扱いを開始した。
1892年（明治25年）の神田の大火で店舗が全焼した後、中西屋が孫店を新築したため、入居し営業を再開した。
孫店では手狭になってきたことから、1906年（明治39年）、神田神保町二丁目に店舗を移転した。1922年(大正11年)12月、鉄筋コンクリート3階建ての文房堂ビルを竣工した。翌年1923年(大正12年)に関東大震災の被害を受けるも、倒壊を免れた。

## 建物
1922年（大正11年）に作られた鉄筋コンクリート造の建物で、設計者は手塚亀太郎。地上三階建ての建物で、上部には塔が存在した。外壁はスクラッチタイルで仕上げられている。外観には、ロマネスク風の中にアールデコ調を取り入れ、重厚感のあるファサードとなっている。装飾の中には、テラコッタの様式が使われている箇所があり、例えば1階上部やアーチ、2階窓台、3階アーチ窓のキーストーン、そして最上部パラペットなどに見られる。竣工翌年に関東大震災で焼失するが、当時は数少ない鉄筋コンクリート造であったことから倒壊を免れる。
1990年（平成2年）、すずらん通りに面したファサード(外壁)のみを残し、建物本体は建て替えられた。
1993年（平成5年）には、第二回千代田区景観賞ちよだ景観界隈賞を受賞。

## 年表
- 1887年（明治20年） - 池田治郎吉によって創業される。
- 1892年（明治25年） - 神田の大火によって焼失する。
- 1906年（明治39年） - 神田神保町に店舗を新築・移転した。
- 1922年（大正11年） - 文房堂社屋竣工。
- 1923年（大正12年） - 関東大震災で焼失するが、倒壊は免れる。
- 1990年（平成2年） - 文房堂ビル新築。旧建物の外壁タイルを保存し、新建物の外壁に特殊工法により施工｡
- 1993年（平成5年） - 第二回千代田区景観賞ちよだ景観界隈賞を受賞。